# Єрещенко Ян Михайлович

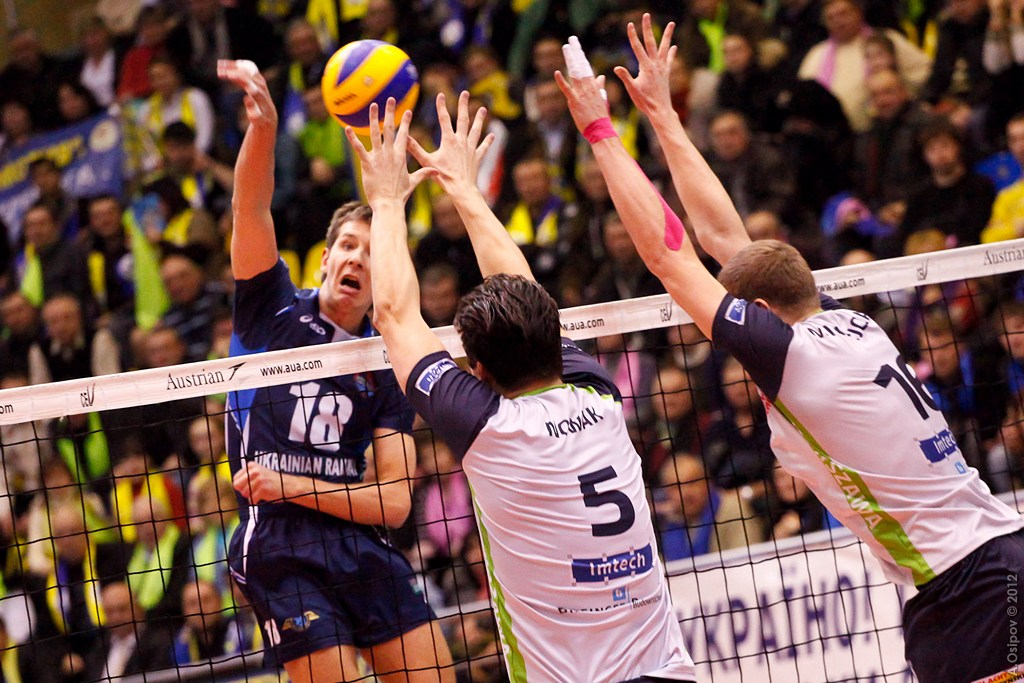
Під час матчу з «Варшавською Політехнікою»

Ян Михайлович Єрещенко (нар. 6 квітня 1990, Харків) — український волейболіст, догравальник, гравець збірної України та клуба   Житичі-Полісся.

## Життєпис
Народився 6 квітня 1990 року в Харкові.
Грав, зокрема, за харківські «Локо-Експрес» і «Локомотив» (2007—2015), «Газпром-Югру» зі Сургута (2015—2016), «Білогір'ї» (2016—2018, з яким виборов Кубок ЄКВ), турецький клуб «Аргаві Спор», російському «Уралі».
Після початку російського вторгнення в Україну розірвав угоду з красноярським «Єнісеєм» (ЗМІ повідомили про це в перших числах березня), а невдовзі підписав контракт із клубом «Аль Джазіра» з Дубаю (ОАЕ). Станом на 28 липня відомо про трансфер гравця до клубу «Девелі» (Туреччина). У серпні 2022 у ЗМІ повідомили, що Ян став гравцем турецького клубу «Девелі». 

## Досягнення

### Клубні
Україна 
- Чемпіон України (9): 2008-2009, 2009-2010, 2010-2011, 2011-2012, 2012-2013, 2013-2014, 2014-2015, 2022-2023, 2023-2024.
- Срібний призер України: 2007-2008.
- Переможець Кубка України (8): 2007-2008, 2009-2010, 2010-2011, 2011-2012, 2012-2013, 2013-2014,2014-2015.
- Фіналіст Кубка України (2): 2022-2023, 2023-2024.
- Фіналіст Суперкубка України (2): 2023, 2024.
- Бронзовий призер Кубок ЄКВ: 2012-2013.

 Росія 
- Бронзовий призер Кубка Росії (2): 2016-2017, 2017-2018.
- Переможець Кубок ЄКВ: 2017-2018.
- Фіналіст Кубок ЄКВ: 2015-2016.

### У збірній
- Срібний призер Євроліги (2): 2021, 2023.

### Індивідуальні
- Найкращий діагональний України 2014-2015.
- Найкращий подаючий Чемпіонату Росії 2019-2020.
- Найкращий догравальник Кубка України 2023-2024.
- Найкращий догравальник Суперкубка України 2024.